# Guillaume Voiriot
Guillaume Voiriot, född 1713, död 1799, var en fransk porträttmålare.
Åren 1746–1749 vistades Voiriot på egen bekostnad i Italien. Vid hemkomsten blev han medlem i konstnärssällskapet Académie de Saint-Luc. Från 1759 till 1771 hade han regelbundna utställningar vid Salongen i Paris. Voiriot porträtterade familjemedlemmar, vetenskapsmän, författare, skådespelare och musiker.